# Руденко Ольга
Ольга Руденко (нар. 1989) — українська журналістка, яка працювала в «Kyiv Post». З 2021 року працює головною редакторкою у «Kyiv Independent». Вона публікувалася у низці великих західних новинних видань, включаючи «The Washington Times», «GlobalPost» і «USA Today».
У 2022 році Руденко потрапила на обкладинку травневого подвійного номера «Time».

## Раннє життя
Батько Руденко помер, коли їй було чотири роки. Мати сама виховувала її у Дніпропетровську. Хоча її заохочували зробити економічну кар'єру, жінка обрала журналістику, яку вона вивчала в місцевому університеті.

## Кар'єра
Журналістську кар'єру Руденко розпочала зі стажування в місцевій газеті. У 2011 році вона переїхала до Києва та почала працювати в газеті «Kyiv Post». Згодом вона почала писати статті англійською мовою, зокрема висвітлювала російський конфлікт у 2014 році на Донбасі в Україні. У 2016 році її підвищили до посади «національного редактора», а до 2017 року вона стала заступником головного редактора газети.
У кінці 2021 року очолила редакцію нового видання The Kyiv Independent, яке заснували колишні журналісти газети Kyiv Post після конфлікту із власником стосовно редакційної незалежності. На початку 2022 року, на фоні російського повномасштабного вторгнення в Україну, аудиторія The Kyiv Independent різко зросла та досягла орієнтовно двох мільйонів читачів щомісячно.
Коли в лютому 2022 року почалося вторгнення Росії в Україну, Київ одразу потрапив під обстріл. Через ймовірність втрати телефонного та інтернет-з'єднання Руденко переїхала з міста на Захід України, де продовжувала працювати, висвітлюючи ситуацію в країні.
У травні 2022 року журнал «Time» назвав Ольгу Руденко однією з лідерів наступного покоління та помістив її на обкладинку травневого подвійного номера. У грудні 2022 року отримала премію “Woman of Europe” (укр. Жінка Європи) у категорії “Woman in Action” (укр. Жінка в дії).
2024 року була фіналісткою премії імені Георгія Ґонґадзе.